# Regencia Gonghe
La regencia Gonghe (en chino, 共和; pinyin, Gòng Hé) fue un período de interregno en la historia de China, entre 841 y 828 a. C., después de que el rey Li fuera exiliado por sus nobles, hasta el ascenso de su hijo, Xuan.
Según el historiador de la dinastía Han, Sima Qian (que interpretó Gonghe como 'armonía conjunta' en sus Memorias históricas), durante la regencia Gonghe, la dinastía Zhou estuvo gobernada conjuntamente por dos duques: el duque de Zhou, y el duque de Shao. Pero de acuerdo con los Anales de Bambú, la regencia Gonghe estuvo gobernada solo por una persona: el conde de Gong (共伯), cuyo nombre era He (和). Esta lectura ha sido confirmada por una inscripción en bronce.
El primer año de la regencia Gonghe, 841 a. C., es altamente significativo en la historia de la Antigua China, de la que Sima Qian fue capaz de construir la cronología hacia atrás, año tras año, hasta este punto, pero él y los siguientes historiadores fueron incapaces de datar fiablemente acontecimientos anteriores de la historia china.  Sima mismo encontró que la información sobre los acontecimientos anteriores en las fuentes eran contradictorios y poco fiables, y decidió no incluirlos en su trabajo. El gobierno de la República Popular de China patrocinó el Xia–Shang–Zhou Chronology Project, un proyecto multidisciplinario que buscaba mejores estimaciones de las fechas anteriores a 841 a. C., pero el informe final, publicado en el año 2000, ha sido criticado por varios expertos.